# Große Pittadrossel
Die Große Pittadrossel (Amalocichla sclateriana), auch als Weichschwanzdrossel oder Weißschwanzdrossel bezeichnet, ist eine Singvogelart aus der Familie der Schnäpper (Petroicidae). Sie kommt auf der Insel Neuguinea vor. Es werden die beiden Unterarten A. s. sclateriana De Vis, 1892 und A. s. occidentalis Rand, 1940 unterschieden. Die Große Pittadrossel bildet gemeinsam mit der Kleinen Pittadrossel (Amalocichla incerta) die Gattung Amalocichla. Früher standen beide Arten in der Familie der Drosseln (Turdidae).

## Merkmale
Die Große Pittadrossel erreicht eine Größe von 20 cm. Bei der Nominatform sind der Oberkopf und die Oberseite dunkel olivbraun. Die Kopfseiten sind lebhaft braun. Die Zügelgegend ist hell grau. Um die Iris verläuft ein hell gelbbrauner Augenring. Die Flügel sind dunkelbraun. Die Schwungfedern und Flügeldecken haben rotbraune Säume, die an den Armschwingen breiter sind. Der Schwanz ist dunkel oliv-braun. Das Kinn und die Oberbrust sind hell grau mit einer feinen, braunen Marmorierung. Die Unterkehle und die Halsseiten sind schmutzig weiß. Die Brust ist graubraun marmoriert. Die Bauchseiten und die Flanken sind grau. Die Bauchmitte ist schmutzig weiß bis hell sandfarben. Die Unterflügel zeigen einen hellen Streifen über den Basen der Schwungfedern. Die Iris ist dunkelbraun. Der Schnabel ist düster braun, der Unterschnabel ist heller. Die Beine sind strohbraun. Die Geschlechter ähneln sich. Bei den juvenilen Vögeln sind der Kopf und der Rücken hell rötlichbraun mit einer schwarzen Marmorierung. Die Flügeldecken sind rötlichbraun und schwarz gebändert. Die rötlichbraunen Brustfedern haben schmale schwarze Spitzen. Bei der Unterart A. s. occidentalis ist die Oberseite dunkler und mehr rötlichbraun als bei der Nominatform. Die Unterseite ist mehr rötlich olivbraun und der Schnabel ist länger. Über ihre Lautäußerungen liegen nur wenig Informationen vor. Sie beinhalten ein lautes dreitöniges Pfeifen, einen scharfen, schimpfenden Alarmruf und andere Pfeifrufe.

## Verbreitung und Lebensraum
Die Nominatform ist in den Bergen in Südost-Neuguinea, insbesondere am Mt. Albert Edward, am English Peaks, am Mt. Scratchley, am Mt. Kenevi und am Mt. Suckling zu finden. Die Unterart A. s. occidentalis kommt in den Oranje Mountains in Zentral-Neuguinea vor. Die Große Pittadrossel bewohnt Bergwälder in Höhenlagen zwischen 2800 und 3720 m.

## Lebensweise
Sie hat eine verborgene, terrestrische Lebensweise. Ihre Nahrung besteht aus Insekten, einschließlich Käfern und Spinnen, die sie auf dem Waldboden erbeutet. Ihr Fortpflanzungsverhalten ist nicht erforscht.

## Status
Die IUCN klassifiziert die Große Pittadrossel als nicht gefährdet (least concern). Sie gilt gebietsweise als häufig, sonst jedoch als selten.